# Журын
Журын (каз. Жұрын) — пересыхающее озеро в Карабалыкском районе Костанайской области Казахстана. Находится в 16 км к югу от посёлка Бурли.
По данным топографической съёмки 1958 года, площадь поверхности озера составляет 2,53 км². Наибольшая длина озера — 2,6 км, наибольшая ширина — 1,6 км. Длина береговой линии составляет 7,4 км, развитие береговой линии — 1,3. Озеро расположено на высоте 212,7 м над уровнем моря.